# كالاسبارا
بلدية كالاسبارا (بالإسبانية: Calasparra) هي بلدية تقع في منطقة مرسية جنوب شرق إسبانيا.

## الديموغرافيا
بلغ عدد سكان بلدية كالاسبارا 10.685 نسمة عام 2011 (وفقاً للمعهد الوطني الإسباني للإحصاء).
| 8.917 | 8.934 | 9.239 | 9.862 | 10.282 | 10.759 | 10.685 |